# Narodzenie
Narodzenie (ang. The Nativity Story) − amerykański film religijny na podstawie biblijnej opowieści o narodzinach Jezusa Chrystusa z 2006 roku, w reżyserii Catherine Hardwicke, z Keishą Castle-Hughes i Oscarem Isaacem w rolach głównych.
Premiera filmu miała miejsce 24 listopada 2006, w Polsce 1 grudnia 2006. Budżet filmu wyniósł 35 000 000 $. Obraz zarobił w Stanach Zjednoczonych 37 629 831 $, poza 8 802 433 $. W produkcji udział wzięły: New Line Cinema, Sound for Film oraz Temple Hill Entertainment. Dystrybucją zajął się Warner Bros. Zdjęcia zrealizowano m.in. w Materze we Włoszech i w Maroku. Za muzykę do filmu Mychael Danna był nominowany w 2007 do nagrody Światowej Akademii Muzyki Filmowej.

## Fabuła
Fabuła bazuje na opowiadaniu ewangelicznym. Maryja, młoda Żydówka z Nazaretu zostaje poślubiona cieśli Józefowi. Któregoś dnia dziewczynie objawia się Archanioł Gabriel, przepowiadając, iż zostanie matką Jezusa. Najpierw Maryja udaje się do swej krewnej Elżbiety, żony kapłana Zachariasza, z Galilei do Judei. Drugi raz, będąc brzemienną, wyruszy w podróż ze swoim mężem Józefem na spis ludności do Betlejem. Tam rodzi się Jezus. Do miejsca narodzin przybywają pasterze i królowie-mędrcy ze Wschodu. Rodzinie zagraża niebezpieczeństwo ze strony jerozolimskiego króla Heroda.

## Obsada
| Postać            | Aktor                |
| ----------------- | -------------------- |
| Maryja            | Keisha Castle-Hughes |
| Elżbieta          | Shohreh Aghdashloo   |
| Józef             | Oscar Isaac          |
| Zachariasz        | Stanley Townsend     |
| król Herod Wielki | Ciarán Hinds         |
| książę Antypas    | Alessandro Giuggioli |
| Anna              | Hiam Abbass          |
| Joachim           | Shaun Toub           |
| Archanioł Gabriel | Alexander Siddig     |
| Baltazar          | Eriq Ebouaney        |
| Melchior          | Stefan Kalipha       |
| Kacper            | Nadim Sawalha        |
| arcykapłan        | Serge Feuillard      |
| poborca           | Tomer Sisley         |
| poborca           | Andy Lucas           |
| złodziej          | Sami Samir           |
| Beniamin          | Kais Nashef          |